# Tuffi ai Giochi della XXIX Olimpiade - Piattaforma 10 metri maschile
Alle Olimpiadi di Pechino del 2008, nella competizione tuffi dalla piattaforma 10 metri, hanno partecipato 30 atleti; i primi 18 dopo il turno eliminatorio si sono qualificati per le semifinali. Hanno disputato la finale i primi 12 tuffatori con il miglior punteggio.
Matthew Mitcham ha vinto la medaglia d'oro totalizzando 537,95 punti in finale. Nell'ultima serie di tuffi ha recuperato 34 punti di distacco dall'atleta di casa Zhou Lüxin che ha chiuso con la medaglia d'argento con 533,15 punti. Il tuffo finale, con coefficiente di difficoltà 3,8, è stato valutato 112,10 punti. Alle sue spalle ha mantenuto anche Gleb Gal'perin, il russo, campione del mondo in carica ha chiuso terzo con 525,80 punti.
Vincendo l'oro al Centro Acquatico Nazionale di Pechino (o Water Cube) Matthew Mitcham è riuscito ad impedire alla Cina di vincere 8 ori su 8 nei tuffi, divenendo in tal modo l'unico tuffatore non cinese a salire sul gradino più alto del podio.

## Risultati
| Classifica | Nazione        | Tuffatore           | Eliminatorie | Eliminatorie | Semifinale | Semifinale | Finale | Finale |
| Classifica | Nazione        | Tuffatore           | Punti        | Class        | Punti      | Class      | Punti  | Class  |
| ---------- | -------------- | ------------------- | ------------ | ------------ | ---------- | ---------- | ------ | ------ |
| Oro        | Australia      | Matthew Mitcham     | 509,60       | 2Q           | 532,20     | 2 Q        | 537,95 | 1      |
| Argento    | Cina           | Zhou Lüxin          | 539,80       | 1Q           | 526,20     | 3 Q        | 533,15 | 2      |
| Bronzo     | Russia         | Gleb Gal'perin      | 499,95       | 3Q           | 508,95     | 4 Q        | 525,80 | 3      |
| 4          | Cina           | Liang Huo           | 472,95       | 8Q           | 549,95     | 1 Q        | 508,40 | 4      |
| 5          | Cuba           | José Antonio Guerra | 443,20       | 11Q          | 438,80     | 11 Q       | 507,15 | 5      |
| 6          | Australia      | Mathew Helm         | 484,40       | 5Q           | 485,20     | 6 Q        | 467,70 | 6      |
| 7          | Gran Bretagna  | Tom Daley           | 440,40       | 12Q          | 458,60     | 8 Q        | 463,55 | 7      |
| 8          | Messico        | Rommel Pacheco      | 465,45       | 9Q           | 453,80     | 9 Q        | 460,20 | 8      |
| 9          | Germania       | Patrick Hausding    | 423,40       | 17Q          | 453,30     | 10 Q       | 448,30 | 9      |
| 10         | Stati Uniti    | David Boudia        | 481,70       | 6Q           | 491,55     | 5 Q        | 441,45 | 10     |
| 11         | Colombia       | Juan Uran           | 418,00       | 18Q          | 436,10     | 12 Q       | 414,80 | 11     |
| 12         | Stati Uniti    | Thomas Finchum      | 477,00       | 7Q           | 474,95     | 7 Q        | 412,65 | 12     |
| 13         | Gran Bretagna  | Peter Waterfield    | 497,65       | 4Q           | 430,95     | 13 R       | -      | -      |
| 14         | Bielorussia    | Vadzim Kaptur       | 432,90       | 13Q          | 420,55     | 14 R       | -      | -      |
| 15         | Cuba           | Jeinkler Aguirre    | 423,75       | 16Q          | 414,20     | 15         | -      | -      |
| 16         | Canada         | Riley McCormick     | 425,95       | 14Q          | 391,35     | 16         | -      | -      |
| 17         | Canada         | Reuben Ross         | 425,60       | 15Q          | 390,75     | 17         | -      | -      |
| 18         | Germania       | Sascha Klein        | 453,80       | 10Q          | 382,85     | 18         | -      | -      |
| 19         | Brasile        | Hugo Parisi         | 412,95       | 19           | -          | -          | -      | -      |
| 20         | Ucraina        | Kostjantyn Miljajev | 410,05       | 20           | -          | -          | -      | -      |
| 21         | Bielorussia    | Aljaksandr Varlamaŭ | 406,60       | 21           | -          | -          | -      | -      |
| 22         | Messico        | Germán Sánchez      | 399,35       | 22           | -          | -          | -      | -      |
| 23         | Romania        | Constantin Popovici | 392,30       | 23           | -          | -          | -      | -      |
| 24         | Brasile        | Cassius Duran       | 389,65       | 24           | -          | -          | -      | -      |
| 25         | Italia         | Francesco Dell'Uomo | 388,80       | 25           | -          | -          | -      | -      |
| 26         | Malaysia       | Bryan Nickson Lomas | 384,35       | 26           | -          | -          | -      | -      |
| 27         | Russia         | Oleg Vikulov        | 375,40       | 27           | -          | -          | -      | -      |
| 28         | Filippine      | Rexel Ryan Fabriga  | 358,85       | 28           | -          | -          | -      | -      |
| 29         | Ucraina        | Anton Zacharov      | 344,95       | 29           | -          | -          | -      | -      |
| 30         | Corea del Nord | Kim Chon-man        | 328,85       | 30           | -          | -          | -      | -      |